# Lize Weerdenburg
Lize Weerdenburg (geboren 1987 oder 1988 in Utrecht) ist eine niederländische Eisschnellläuferin, Skifahrerin und Leichtathletin. Sie repräsentierte die Niederlande bei den Special Olympics World Winter Games 2009 und gewann dort zweimal Gold und einmal Bronze.

## Leben
Lize Maria Weerdenburg wurde mit dem Down-Syndrom geboren. Sie besuchte sowohl eine Grund- als auch eine weiterführende reguläre Schule, an denen sie besondere Unterstützung erhielt. Sie erwarb zahlreiche Abschlüsse, unter anderem ein Catering-Zertifikat. Sie arbeitet im De Uithof, dem Restaurant des Educatoriums an der Universität Utrecht. Ihre Hochzeit mit Ruben Herschberg im Juni 2018 erregte Aufsehen, denn es war die zweite in den Niederlanden, bei der zwei Menschen mit Down-Syndrom sich das Jawort gaben. Manche spanischen Medien nahmen diese Heirat zum Anlass, das Thema der Ehe zwischen Menschen mit Down-Syndrom ins öffentliche Interesse zu stellen.
Weerdenburg lebt mit ihrem Mann im eigenen Haus.
Sie wurde für die niederländische Seifenoper Down voor dummies / Downistie der niederländischen öffentlich-rechtlichen Rundfunkvereinigung BNNVARA gecastet, in der alle Schauspielerinnen und Schauspieler das Down-Syndrom haben. Ihr Mann spielte ebenfalls in der Serie mit, die 2014 gesendet wurde.

## Sportliche Erfolge
Seit 2000 ist Weerdenburg in der Leichtathletik aktiv. Über 20 Jahre war sie aktive Athletin bei Special Olympics Niederlande. Sie nahm an nationalen und internationalen Special Olympics Wettbewerben in Leichtathletik, Eisschnelllauf und Skifahren teil. Bei den Special Olympics World Winter Games 2009 in Idaho gewann sie zwei Goldmedaillen und eine Bronzemedaille.
Weerdenburg trainiert Eisschnelllauf beim Amsterdam Skating Club Jaap Eden.

## Aufgaben in der Öffentlichkeitsarbeit
Ab 2010 war Lize Maria Weerdenburg als Athlete Leader für Special Olympics Niederlande tätig.
Von 2015 bis 2019 repräsentierte sie als Sargent Shriver International Global Messenger Special Olympics Europa und Eurasien. In dieser Eigenschaft nahm sie unter anderem 2015 an den Special Olympics World Summer Games in Los Angeles teil und eröffnete zusammen mit Barack Obama und Katy Perry die Spiele.
Ab 2017 war sie Mitglied des Special Olympics Europa und Eurasien Input Council.
Als Health Manager (Gesundheitsmanagerin) ist Weerdenburg sehr aktiv. Neben zahlreichen Vorträgen in Schulen, an Universitäten und in Firmen steht ihre Mitarbeit an der Entwicklung einer Fitness-App, die von Special Olympics Niederlande entwickelt wurde. Damit konnten sich Athleten während der Covid-19-Epidemie fit halten. Darüber schrieb sie in der Kolumne in Down + Up, einer holländischen Zeitschrift über das Down-Syndrom, und postete auf Facebook.